# Янель, Карл Юрьевич
Карл Юрьевич Янель (Янелис) (латыш. Kārlis Janelis, 1888 — 1938, полигон «Коммунарка», Московская область, Советский Союз) — российский и советский военный деятель, сотрудник советской военной разведки, бригадный комиссар (1936).

## Биография
Родился в латышской крестьянской семье батраков. Окончил учительскую семинарию, работал учителем в школах Лифляндской губернии, городах Рига и Вольмар. В ЛСДРП состоял с 1910. С началом Первой мировой войны служил в армии, в 1916 окончил ускоренный курс Алексеевского военного училища, служил в Латышском стрелковом резервном полку на Северном фронте. После Февральской революции становится членом президиума исполкома Юрьевского совета рабочих и крестьянских депутатов, член Военно-революционного комитета Северного фронта, руководил захватом Юрьевского железнодорожного узла в ноябре 1917.
Член следственной комиссии Московского революционного трибунала в 1918, принимал участие подавлении левоэсеровского мятежа в Москве, работал в Московской ЧК. Заведующий контрразведывательным отделом (отделом военного контроля) Петроградского окружного военного комиссариата с 1918 до 1919. Член ЦИК Латвийского Совета, член ЦК и Бюро ЦК КП Латвии с января 1920. Участник Гражданской и советско-польской войн на Западном фронте. Служил военкомом 3-й бригады 2-й стрелковой дивизии Армии Советской Латвии с марта 1919, затем военком 1-й стрелковой дивизии этой армии, с 6 сентября того же года до 3 марта 1920 военком 4-й стрелковой дивизии. Помощник начальника политического отдела 15-й армии с марта по июнь 1920, одновременно делегат IX съезда РКП(б). Командир и военком 35-го стрелкового полка 4-й дивизии с июня по октябрь 1920.
Слушатель Академии Генерального штаба РККА с октября 1920, в распоряжении Разведывательного управления (отдела) Штаба РККА с июня 1921. В зарубежной командировке в Веймарской республике с июня 1921 до сентября 1922 по заданию военной разведки, сотрудник полномочного представительства РСФСР в Берлине), с мая 1923 до мая 1924 на зарубежной работе в Латвии (находился на нелегальном положении по заданию коммунистической партии Латвии, но вскоре после прибытии был опознан и вынужден вернуться). Окончил Военную академию РККА в 1924. С того же года в Австрии как сотрудник полномочного представительства СССР в Вене, а также в том же году по заданию Коминтерна на Балканах. Военный и военно-морской атташе при полномочном представительстве СССР и резидент военной разведки в Японской империи с июня 1925. В июне 1926 отозван в распоряжение Разведывательного управления Штаба РККА из-за трений с полномочным представителем. Работал помощником начальника 3-го (информационно-статистического) отдела 4-го управления Штаба РККА с сентября 1926. В 1928 окончил КУВНАС при Военной академии РККА имени М. В. Фрунзе. С ноября 1929 начальник Института химической обороны РККА имени Осоавиахима. Окончил Академические курсы по военной химии при Военно-технической академии РККА имени Ф. Э. Дзержинского в 1931.
С апреля 1934 и до ареста начальник Иностранного сектора (отдела) Управления ВВС РККА, также член Военного совета Харьковского военного округа с мая 1937. Проживал по адресу: Москва, Ржевский переулок, дом 11, квартира 21. Арестован 31 мая 1937 органами НКВД. 25 апреля 1938 осуждён ВКВС СССР по обвинению в шпионаже и участии в военном заговоре к ВМН. Расстрелян в день вынесения обвинительного приговора. Определением Военной коллегии от 9 мая 1956 посмертно реабилитирован.

## Звания
- юнкер (1916);
- прапорщик (1917);
- подпоручик (1917);
- полковник (1935);
- бригадный комиссар (13 марта 1936).

## Награды
- орден Красного Знамени (1928);
- орден «Знак Почёта» (1936).

## Семья
Сестра — Юлия Юрьевна Янеле (Янель) (латыш. Jūlija Janele, 3 апреля 1894, Вилзени — 25 января 1938, Москва), псевдоним Вена — деятель коммунистического движения, в коммунистической партии с 1912, член СП СССР. Тоже репрессирована во время Большого террора.